# Прјоре (Болоња)
Прјоре (итал. Priore) је насеље у Италији у округу Болоња, региону Емилија-Ромања.
Према процени из 2011. у насељу је живело 39 становника. Насеље се налази на надморској висини од 213 м.